# Илия Царски
Илия Иванов Царски е български автомобилен състезател, многократен победител в национални ралита, планински и шампионат на затворен маршрут. Илия Царски е най-титулуваният автомобилен състезател в България, притежаващ 20 шампионски титли в кариерата си. През 2022 година става Шампион на Сърбия в Сръбския международен отворен шампионат по Планинско изкачване, а през 2023 година е Шампион на България в Националния шампионат – Затворен маршрут. Благодарение на атрактивното си каране, Царски е един от най-популярните автомобилни състезатели в България. 
Състезава се за екипа на СК „Автоцар Рали“ (на който е и съсобственик), управлява състезателен автомобил Мицубиши Лансер ЕВО 9.Благодарение на атрактивното си каране, Царски е един от най-популярните автомобилни състезатели в България. 
Състезава се за екипа на СК „Автоцар Рали“ (на който е и съсобственик), управлява състезателен автомобил Мицубиши Лансер ЕВО 9.

## Биография
Роден е на 29 юли 1968 г. в Панагюрище, в семейството на Иван Илиев Царски.
Завършва техникум по електроника през 1987 година.

### Спортна кариера
Първи стъпки в автомобилните състезания прави под ръководството на своя баща Иван. Картингите са първата страст на бъдещия пилот.
Първото му състезание е през 1986 година, където участва в Рали Своге с навигатор Маньо Манчоров. Младият пилот участва още незавършил училище, все още е само на 17 години, и учи в 4-ти курс на техникума по електроника. Състезателният автомобил с който дебютира е Лада 2101 с мощност 130 к.с. Дебюта е повече от успешен - Царски печели първото си състезание в дългогодишната си кариера. По-късно негов навигатор става нетовият брат Петьо Царски.
През 1998 година завършва една от най-престижните школи за автомобилни пилоти в Италия. През 2003 година става шампион в Балкано-Адриатическата купа, ставайки първият българин който я печели.

### Личен живот
Освен дългогодишна състезателна кариера, Царски притежава успешен бизнес, включващ най-голямата база и школа за подготвяне на състезателни автомобили и пилоти в България. Неговата фирма е дистирибутор на горива, притежава бензиностанции и автосервизи.
Неговият брат Петьо Царски също е част от автомобилния спорт, и е навигатор на Илия в продължение на три години (1997, 1998, 1999).
От 2012 г. е лице на кампанията „Шофирай разумно и не бъди състезател на пътя". От 2013 г. е лице на кампанията на ЕКО България „Обади се като стигнеш“. От 2021 г. Получава лиценз за "Старши треньор" и започва активно да води обучения на служители на Министерство на вътрешните работи (МВР) за надграждане на шофьорските умения.  През 2024 г. е Илия Царски лектор и лице на кампанията „Аз ще бъда отговорен шофьор“, която се провежда съвместно с Министерството на образованието и науката (МОН).
Съвместно със своя екип провежда индивидуални обучения за хора, желаещи да надградят шофьорските си умения.